# Wildernisgebied Hammastunturi

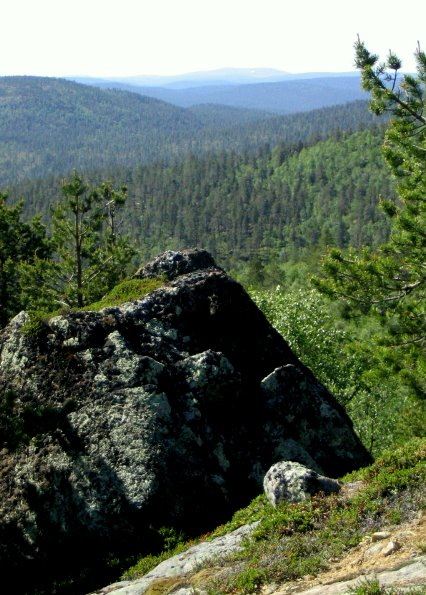

Het wildernisgebied Hammastunturi (Fins: Hammastunturin erämaa-alue) is een natuurreservaat tussen het nationaal park Urho Kekkonen en het nationaal park Lemmenjoki op het grondgebied van de gemeenten Inari, Kittilä en Sodankylä in de Finse regio Lapland. 
Het ontstond in 1991 en heeft een oppervlakte van 1825 km². De kern ervan wordt gevormd door de hoogvlakten van Kehäpää, Hammastunturi en de Appistunturi fjelds. De noordelijke grens van de spar loopt dwars door dit gebied.

## Ontstaan
Twee eeuwen geleden werd er in de Hammastunturiwildernis voornamelijk gejaagd en gevist. In het noorden en westen van Inari waren er veel rendieren omdat dit gebied door de Saami als wintergrasland gebruikt werd. De zomer brachten de rendieren aan de kusten van de Noordelijke IJszee door. In 1852 werd echter de grens tussen Noorwegen en Finland gesloten zodat de jaarlijkse migratie niet meer mogelijk was. Veel Saamifamilies weken uit naar andere streken in Noord-Zweden en Noord-Lapland. De rendierteelt is vandaag nog altijd een belangrijke bron van inkomsten in dit gebied. Kuttura is tegenwoordig het enige dorp in het gebied dat permanent bewoond wordt. Pas in 1959 werd er een weg hierheen aangelegd.
Goudzoekers hebben hun sporen nagelaten in deze wildernis. Officieel startte de goudwinning in 1870 toen de overheid Kruunun Stationi (een post van de Kroon) oprichtte op de noordelijke oever van de Ivalojoki om zo gemakkelijker het gebied te kunnen controleren. Tijdens de eerste twee decennia van de twintigste eeuw was er ook mijnexploitatie, zonder veel resultaat evenwel. De sporen hiervan zijn nog te zien. 

## Kenmerken
De granulietzone van Lapland, die van het noorden van Noorwegen tot het Kolaschiereiland in Rusland loopt, vormt het vast gesteente van het gebied. Het is een zure omgeving, arm aan voedingsstoffen, die geen rijke of gevarieerde vegetatie toelaat. Topografisch kan men de wildernis indelen in een fjeldgebied in het noorden en een heuvelgebied in het zuiden met als hoogste verhevenheid, de 531 meter hoge Hammastunturi. 
De wateren van het gebied vloeien overwegend in het Inarjärvimeer dat deel uitmaakt van het stroomgebied van de Paatsjoki. De belangrijkste rivier in de wildernis is de Ivalojoki en zijn bijrivieren. Men vindt er, door de bodemopheffing na de laatste ijstijd, sporen van de zee op een hoogte van 152 meter.
Pijnbomen zijn typisch voor het gebied. Door de grote bosbranden tijdens 18e eeuw zijn veel bossen 250 jaar oud. Ten zuiden van de Ivalojoki treft men veel aapa-veenmoerassen aan. Deze zijn voor de rendieren tijdens de zomer zeer belangrijk maar brengen voor de wandelaar vaak
problemen met zich mee.

## Fauna en flora
Men vindt er onder meer: 
- Kartelblad (Pedicularis sceptrum-carolinum)
- Parnassia (Parnassia palustris)
- Grote Engelwortel (Angelica archangelica)
- Alpentragant (Astragalus alpinus)
- Alpenhelm (Bartsia alpina)
- Laplands luiskruid (Pedicularis lapponica)
- Alpenberendruif (Arctostaphylos alpina)
- Alpenazalea (Loiseleuria procumbens)
- Noorse heide (Phyllodoce caerulea)
- Haakbek (Pinicola enucleator)
- Moerassneeuwhoen (Lagopus lagopus)
- Drieteenspecht (Picoides tridactylus)
- Sperweruil (Surnia ulula)
- Bruinkopmees (Parus cinctus)
- Taigagaai (Perisoreus infaustus)
- Ruigpootbuizerd (Buteo lagopus)
- Steenarend (Aquila chrysaetos)
- Regenwulp (Numenius phaeopus)
- Goudplevier (Pluvialis apricaria)

## Bereikbaarheid
Het gebied bevindt zich tussen de E75 ( Inari - Rovaniemi) en weg 955 van Inari naar Kittilä. Het westelijke deel bereikt men via weg 955, het oostelijke via de E75. Voor het zuiden is het aangewezen weg 9694 naar Kuttura te gebruiken.
Er is een dagelijkse busverbinding van Sodankylä naar Ivalo en Inari. Voor het westelijke deel kan men tijdens de schoolperiode gebruikmaken van de schoolbus die Inari met Lisma verbindt.
Per trein kan men tot Rovaniemi reizen vanwaar er een busverbinding met Sodankylä is.
Dagelijks zijn er vluchten naar de luchthaven van Ivalo